# Donald Trump
Donald John Trump (Queens, New York, 14. lipnja 1946.) američki je poduzetnik, političar i televizijski voditelj. Od 2017. do 2021. obnašao je dužnost 45. predsjednika Sjedinjenih Američkih Država. Nakon međupredsjedovanja Joe Bidena, ponovno je izabran na tu dužnost te od 20. siječnja 2025. služi kao 47. predsjednika SAD-a.
Osim političke aktivnosti, predsjednik je Organizacije Trump, milijarder i televizijska ličnost; slavu je stekao vođenjem televizijskog natjecanja Pripravnik na NBC-u. Na predsjedničkim izborima u Sjedinjenim Američkim Državama 2024. izabran je kao prvi republikanski dvaput neuzastopno izabrani predsjednik (do sada je to uspjelo samo Groveru Clevelandu)
Rođen je u njujorškoj četvrti Queensu, gdje je pohađao osnovnu i srednju školu te Njujoršku vojnu školu. Naslov sveučilišnoga prvostupnika u ekonomiji dobio je na Poslovnoj školi Wharton 1968. godine. Studirao je i na isusovačkom Sveučilištu Fordham. Godine 1971. postao je predsjednikom obiteljske tvrtke Elizabeth Trump & Son., koju je kasnije preimenovao u Organizaciju Trump. Tijekom svoje uspješne poduzetničke karijere, izgradio je brojne luksuzne hotele, igračnice, nebodere i igrališta za golf i trgovao nekretninama na Manhattanu. Od 1996. do 2015. godine bio je vlasnik natjecanja u ljepoti, poput izbora za Miss SAD-a i Miss svemira. Svoje ime koristio je u imenima svojih proizvoda, građevina i medija.
Američki časopis Forbes uvrstio ga je 2016. godine kao 324. osobu na svijetu po bogatstvu (113. u Sjedinjenim Državama) s bogatstvom od preko 4,5 milijarde dolara. U prosincu iste godine, Forbes ga je proglasio drugom osobom po moći na planetu, odmah iza Vladimira Putina i ispred Angele Merkel.
Političku karijeru započeo je u Reformskoj stranci, iz čijih se redova kandidirao za američke predsjedničke izbore 2000. godine. Ubrzo prelazi u Demokratsku stranku, koju napušta razočaran jednoumljem i monopolom obitelji Clinton te izborom Baracka Obame za predsjednika SAD-a. Potom je jednu godinu djelovao kao nezavisni i nestranački kandidat. Prelaskom u redove Republikanske stranke kandidirao se Američke predsjedničke izbore 2012. godine, ali je ubrzo povukao svoju kandidaturu zbog nedovoljne podrške birača. Na mjestu kandidata za potpredsjednika naslijedio ga je Mitt Romney. U lipnju 2015. godine službeno je predstavio svoju kandidaturu i započeo predizbornu kampanju, koju je otvorio u svom sjedištu u New Yorku. U srpnju 2016. godine službeno je potvrđen kao predsjednički kandidat Republikanske stranke na stranačkom zasjedanju u Clevelandu.
Dana 13. srpnja 2024.  na njega je izvršen atentat u kojemu je bio ranjen.

## Životopis

### Mladost i obrazovanje
Rođen je u njujorškom okrugu Queens kao četvrto od petero djece Fredericka C. Trumpa, poduzetnika njemačkog podrijetla, i Mary MacLeod, dobrotvorke škotskog podrijetla.
Pohađao je i 1964. godine završio Njujoršku vojnu školu (New York Military Academy (NYMA)). Studirao je na isusovačkom Sveučilištu Fordham (Fordham University) i Poslovnoj školi Wharton Pennsylvanijskog sveučilišta (Wharton School of the University of Pennsylvania) na kojoj je 1968. godine diplomirao ekonomiju.

### Obitelj
Trump se ženio tri puta. Godine 1977. oženio je češku manekenku Ivanu Zelničkovu  (20. veljače 1949., umrla 14. srpnja 2022.) s kojom je imao troje djece: Donalda Jr. (rođen 1977.), Ivanku (rođena 1981.) i Erica (rođen 1984.). Razveli su se 1992. godine, nakon Trumpove afere s glumicom Marlom Maples. Trump i Maples su se vjenčali 1993., a razveli 1999. godine. U ovom braku rodila se kći Tiffany (rođena 1993.). U treći brak ušao je 2005. godine sa slovenskim fotomodelom Melanijom Knavs s kojom ima sina Barrona (rođen 2006.).

## Poduzetništvo
Trumpovo bogatstvo, kojeg je najvećim dijelom stekao vlastitim poduzetništvom, a samo malim dijelom naslijedio, procjenjuje se na 4,59 milijardi američkih dolara.
Trump je još za vrijeme studija radio u očevoj tvrtki. Godine 1971. preuzima vođenje tvrtke i tijekom sedamdesetih i osamdesetih godina povezuje se s utjecajnim ljudima i uspješno ulaže u građevinske projekte na Manhattanu. Također ulaže u hotele, kockarnice, sportske klubove i prometne tvrtke. Devedesetih godina prijetio mu je bankrot koji je izbjegao uz potporu banaka. Krajem devedesetih suočava se s novom krizom koju je prevladao uspješnim marketingom. 
Njegovo poduzetništvo je počelo na području nekretnina, što je i dalje njegov glavni posao – tako je vlasnik nebodera Trump Tower na Manhattanu. Međutim, njegove se razgranate tvrtke danas bave i drugim poslovima, poput franšize za izbor Miss USA i za izbor Miss Universe.

### Nekretnine
Nakon diplome na Pennsylvanijskom sveučilištu, 1971. godine preuzima vođenje očeve tvrtke Elizabeth Trump & Son i preimenova ju u Organizaciju Trump. Prije njegova preuzimanja, tvrtka je bila usmjerena na izgradnju obiteljskih kuća za srednji sloj stanovništva na području Brooklyna, Queensa i Staten Islanda. U vrijeme svoga studija, zajedno s ocem Fredom, uložio je 500.000 dolara u izgradnju apartmanskog naselja u Cincinatiju, u Ohiju.
Unatoč pronevjerama i financijskim skandalima njegova oca 1973. godine, u čiju je istragu bilo uključeno i Ministarstvo pravosuđa Sjedinjenih Američkih Država, Trump je uspješno preuzeo posao i nastavio poslovati, jer nije bio uključen u kriminalne radnje svoga oca. Napustio je očevu poduzetničku politiku izgradnje obiteljskih kuća za siromašnije stanovništvo, te je 1978. kupio i obnovio Hotel Grand Hyatt, 90-metarski neboder na 26 katova, izgrađen 1919. godine i smješten u blizini velikog željezničkog terminala. U modernizaciju Hotela Trump je uložio oko 70 milijuna dolara, ali zahvaljujući dobrom položaju i oglašavanju, uloženi novac vratio je nakon pet godina.
Istovremeno, 1978. godine dobio je građevinsku dozvolu i potvdru urbanističkoga plana za izgradnju vlastitog nebodera (Trump Tower) na prestižnoj lokaciji u donjem dijelu Manhattana. Izgradnja 58-katnog nebodera završena je 1983. godine, a prilikom svečanog otvorenja u neboderu su otvoreni uredi sjedišta Organizacije Trump. Kasnije je u prostoru nebodera snimana NBC-ijeva televizijska igra Pripravnik, koju je vodio Donald Trump. Početkom 1980-ih godina Trump je otkupio nekoliko nebodera i zabavnih sadržaja u Central Parku, među kojima je najpoznatije Wollmanovo klizalište, koje je obnovio i ponovno otvorio 1986. godine.
Trump je, osim trgovine, prodaje i izgradnje nekretnina, 1985. godine odlučio proširiti svoju djelatnost i kupio zaštićeni povijesni ljetnikovac Mar-a-Lago za 8 milijuna dolara. Kasnije je u njemu održao nekoliko stručnih usavršavanja i međunarodnih poslovnih sastanaka, prije nego što ga je, sukladno zakonima, prenamijenio u turističke svrhe. Tijekom 1980-ih godina otvorio je niz igračnica, nebodera i hotela na atlantskoj obali. Tako u travnju 1990. otvara Trump Taj Mahal, hotel sjednom od najvećih igračnica na svijetu, koja se prostirala na 15.500 četvornih metara, i ujedno najskuplja igračnica na svijetu; njezina izgradnja stajala je 1,1 milijardu dolara. Trump taj Mahal bila je tek prva u nizu igračnica, hotela i nebodera koje je Trumpova tvrtka Trump Entertainment Resorts otvarala po istočnoameričkoj obali.

## Mediji
Trump je medijski vrlo eksponiran. Od 2004. godine producent je i voditelj reality showa Pripravnik (The Apprentice).

## Političko djelovanje
Godine 2015. Trump se natječe za nominaciju američke Republikanske stranke za izbore za predsjednika SAD 2016. godine. Ubrzo je postao favorit u utrci unutar stranke, te je nakon nekoliko mjeseci kampanje u listopadu 2015. godine i dalje prvi, s 27 % podrške među republikanskim glasačima. Jake točke njegove kampanje su najava izgona svih ilegalnih imigranata (prema procjenama, u SAD-u živi 11 milijuna ljudi koji su se onamo doselili bez odgovarajućeg dopuštenja državnih vlasti). Uz tvrdnje da meksičke vlasti prisiljavaju meksičke kriminalce i druge socijalno neprilagođene osobe da emigriraju u SAD:
Meksičke vlasti prisiljavaju svoje najneželjenije stanovnike da odu u SAD. Oni su, u mnogim slučajevima, kriminalci, dileri droge, silovatelji i sl. To je bio očito upravo ovaj tjedan kada je, primjerice, mlada žena u San Franciscu svirepo ubijena od do tada 5 puta deportiranog Meksikanca s dugačkim kriminalnim dosjeom, koji je bio natjeran nazad u SAD jer nije bio poželjan u Meksiku. To je tek jedan od tisuća sličnih incidenata širom Sjedinjenih Država... Najveći dobavljači heroina, kokaina i drugih narkotika su meksički karteli koji uređuju da imaju na raspolaganju meksičke imigrante koji prelaze granicu i pri tom unose drogu.... S druge strane, mnogo divnih ljudi dolazi iz Meksika u našu zemlju i čini je boljom. Ali ti su ljudi ovdje legalno, i vrlo im škode oni koji dolaze ilegalno. Ponosan sam da mogu reći da poznajem mnogo radnih ljudi Meksikanaca – mnogi od njih rade za mene i sa mnom ... i, jednako kao i naša zemlja, moja organizacija je bolja zbog njih.
Vlada Meksika je u kolovozu 2015. godine napala Trumpove izjave kao apsurdne, rasističke i neuke.
Kao što se 2003. godine bio protivio američkoj invaziji na Irak i ideji da će Irak nakon američke okupacije postati moderna demokracija (prognozirao je da će tamo nastati još gora diktatura, čim američki vojnici odu), tako 2015. godine kritizira američku politiku u Siriji, te tvrdi da sirijski predsjednik Bašar al-Asad – na strani čijih se neprijatelja SAD 2012. godine anažirao u građanskom ratu u Siriji koji je 2013. doveo do stvaranja terorističke Islamske države Iraka i Levanta – izgleda mnogo bolje od nekih naših takozvanih prijatelja.
Trump je sklon prelaziti granice političkog govora kakvog nalaže suvremena "politička korektnost", što mu priskrbljuje veliku antipatiju kod tzv. liberala u američkom društvu, ali mu podiže popularnost kod stanovitog broja republikanskih glasača.
Tako je primjerice u prosincu 2015. god. dao javnu izjavu u kojoj se zalaže – s obzirom na to da prema istraživanju provedenom po Center for Security Policy (konzervativni think-thank koji prima donacije od velikih američkih korporacija koje proizvode naoružanje, i kojega neki autori optužuju za politički ekstremizam) i objavljenom u lipnju 2015. godine čak 25% muslimana koji danas već žive na teritoriju SAD smatra da je ispravno da se musliman posluži nasiljem protiv drugih Amerikanaca u SAD u sklopu globalnog džihada – za potpunu zabranu daljnjeg dolaska muslimana u SAD, dok se ne uspije razumjeti razloge mržnji muslimana prema SAD i Amerikancima, i dok se ne ocijeni što treba poduzeti povodom tako izražene spremnosti da se podrži nasilje prema Amerikancima i SAD. Donald Trump dodaje da se mržnju muslimana prema SAD-u i Amerikancima može prepoznati i bez znanstvenih istraživanja. Kod velikog dijela vodećih medijskih kuća, ta je Trumpova izjava ocijenjena posve neprihvatljivom i sramotnom. Njegovi suparnici u utrci za nominaciju Republikanske stranke za predsjedničkim izborima na Trumpov prijedlog također reagiraju izrazito negativno.
Na predsjedničkim izborima održanim 9. studenoga 2016. godine u Sjedinjenim Američkim Državama pobijedio je ispred demokratske kandidatkinje Hillary Clinton te je postao 45. predsjednikom SAD-a.

## Predsjedništvo

### Inauguracija
Svečanost inauguracije Donalda Trumpa odvila se 20. siječnja 2017. godine na pozornici ispred Kapitolskog brda u Washingtonu, predsjedničkom gradu i sjedištu američke političke moći. Unatoč pristranom stavu najvećih američkih medija, koji su njegov izbor proglasili protuzakonitim i neustavnim, te inauguraciju nazivali nevažećom i pozivali građane da ne prisustvuju, Trumpova inauguracija bila je najpraćenija, najiščekivanija i najvažnija inauguracija u novijoj američkoj povijesti iz više razloga. Jedan od razloga je i sam izbor Donalda Trumpa, koji je potaknuo burne i žestoke reakcije i podjele unutar američkog društva, posebno demokrata i velikih medija koji su bili na strani njegove protukandidatkinje Hillary Clinton. Nadalje, Trump je u trenutku izbora bio najstariji i najbogatiji američki predsjednik, te prvi koji nije imao značajnije vojno ili političko iskustvo prije objave svoje predsjedničke kandidature. Njegova žena Melania Trump, tek je druga prva dama koja nije rođena u Sjedinjenim Državama (uz Louisu Adams).
Prije same inauguracije, Trump je 17. siječnja održao svečanu večeru na kojoj su prisustvovali brojni poznati američki političari članovi Obamine i njegove administracije. Dva dana kasnije, vratio se u New York i posjetio Nacionalno groblje Arlington, gdje je održana svečanost polaganja vijenaca i sjećanja na američke žrtve u Prvom i Drugom svjetskom ratu, Vijetnamskom te Iračkom ratu, kao i svim žrtvama tih ratova. Iste večeri, ispred Lincolnova spomenika održan je inauguracijski koncert Učinimo Ameriku ponovno velikom, na kojem su nastupili country pjevač Lee Greenwood, autor pjesme Bože blagoslovi SAD, Toby Keith, rock sastav 3 Doors Down i The Piano Guys.
Inauguraciji je prisustvovalo nekoliko Trumpovih prethodnika: Jimmy Carter, Bill Clinton, George W. Bush i Barack Obama, zajedno s bivšim prvim damama Sjedinjenih Država. Među njima, na inauguraciji je sudjelovala i Trumpova protivnica Hillary Clinton, dok Barbara i George Bush nisu mogli sudjelovati zbog zdravstvenih poteškoća. Nakon prisege, Trump je održao 16-minutni govor naslovljen s Amerika prva, u kojem je istaknuo kako će mu uvijek Amerika i američki građani biti na prvom mjestu. Nakon govora, blagoslov novom predsjedniku i njegovoj vladi dali su i evangelistički svećenik Franklin Graham, njujorški katolički biskup Timothy Michael Dolan, benediktinci i rabin Marvin Hier. Američku himnu otpjevala je Jackie Evancho. Nakon inauguracije održan je svečani ručak, u popodnevnim satima parada ulicama Washingtona, a u večernjim satima i svečani bal, na kojem je Trump otplesao svoj predsjednički ples s Melanijom Trump.

## Atentat
Na predizbornom skupu 13. srpnja 2024. u Pennsylvaniji počinjen je atentat na Trumpa. On je lakše ozlijeđen, a 20-godišnji napadač Thomas Matthew Crook ubijen je. To je prvi atentat na nekog američkog predsjednika još od 1981. godine, kada je počinjen atentat na Ronalda Reagana.

## Stajališta

### Pobačaj
Predsjednik Trump poznat je po svojim pro-life stavovima.[Po kome?] Podupiratelj je Hoda za život, miroljubivog hoda građana za nerođene koji se održava u siječnju svake godine u Washingtonu. Trump se na Hodu za život redovito obraća video prijenosom te je on prvi američki predsjednik koji se okupljenima obraća izravno i uživo. Kao kritičar kontroverznog sudskog procesa Roe protiv Wade, obećao je da će u suradnji sa svojom administracijom učiniti sve kako bi se obranilo pravo koje je zajamčeno u Deklaraciji nezavisnosti odnosno pravo na život.

### Brak
Trump smatra kako je brak zajednica žene i muškarca i protivi se istospolnoj definiciji braka.

## Djela

### Knjige
Uz uspješnu poslovnu karijeru Trump je izdao i desetak uspješnica vezanih za poduzetništvo. Nekoliko ih je prevedeno i na hrvatski jezik
- Trump: The Art of the Deal (1987.)
- Trump: The Art of the Comeback (1997.)
- The America We Deserve (2000.)
- Trump: How to Get Rich (2004.)
- Put k vrhu: najbolji poslovni savjeti koje sam ikada primio (Trump: The Way to the Top: The Best Business Advice I Ever Received, 2004.)[42]
- Trump: Think Like a Billionaire: Everything You Need to Know About Success, Real Estate, and Life (2004.)
- Trump: The Best Golf Advice I Ever Received (2005.)
- Trump 101: put k uspjehu (Trump 101: The Way to Success, 2006.)[43]
- Zašto želimo da se obogatite: dva čovjeka, jedna poruka (Why We Want You to Be Rich: Two Men, One Message, 2006.)[44]
- Trump: The Best Real Estate Advice I Ever Received: 100 Top Experts Share Their Strategies (2006.)
- Razmišljaj na veliko i rasturi u poslu i životu (Think BIG and Kick Ass in Business and Life, 2007.)[45]
- Trump nikada ne odustajte: kako sam svoje najveće izazove pretvorio u uspjeh (Trump Never Give Up: How I Turned My Biggest Challenges into Success, 2008.)[46]
- Think Like a Champion: An Informal Education In Business and Life (2009.)
- Midas Touch: Why Some Entrepreneurs Get Rich-And Why Most Don't (2011.)
- Time to Get Tough: Make America Great Again! (2015.)
- Crippled America: How to Make America Great Again (2015.)

## Vanjske poveznice
Mrežna mjesta
- The Trump Organization, stranice Trumpove korporacije (engl.)
- Hrvatske veze Donalda Trumpa  Arhivirana inačica izvorne stranice od 14. veljače 2016. (Wayback Machine), Jutarnji list, 24. siječnja 2016.